# Melithaea ouvea
Melithaea ouvea is een zachte koraalsoort uit de familie Melithaeidae. De koraalsoort komt uit het geslacht Melithaea. Melithaea ouvea werd in 1999 voor het eerst wetenschappelijk beschreven door Grasshoff. 